# Alyssum gehamense
Alyssum gehamense là một loài thực vật có hoa trong họ Cải. Loài này được Fed. mô tả khoa học đầu tiên năm 1941.